# Шефнер, Вадим Сергеевич
Вади́м Серге́евич Ше́фнер (30 декабря 1914 (12 января 1915), Петроград — 5 января 2002, Санкт-Петербург) — русский советский прозаик, поэт и переводчик, фантаст, журналист, фронтовой корреспондент.

## Биография
Родился 30 декабря 1914 года (12 января 1915) в Петрограде. Отец — Сергей Алексеевич Шефнер, капитан гвардии (1881—1923), мать — Евгения Владимировна фон Линдестрём (1889—1942). Внук генерал-лейтенанта А. К. Шефнера, основателя порта Владивосток.
Почти всё детство и юность провёл в Петрограде. В 1921 году семья переехала в Старую Руссу Новгородской губернии к месту службы отца. После смерти отца от туберкулеза вместе с матерью, работавшей воспитательницей, жил при детском доме, спустя некоторое время вернулся в Петроград. После школы окончил ФЗУ, в 1930-е годы был рабочим на различных ленинградских заводах.
В первые месяцы Великой Отечественной войны был рядовым в батальоне аэродромного обслуживания под Ленинградом, с 1942 года — фронтовой корреспондент газеты Ленинградского фронта «Знамя победы», закончил войну в звании старшего лейтенанта. Член ВКП(б) с 1945 года.
Умер 5 января 2002 года в Санкт-Петербурге. Отпевание прошло в Князь-Владимирском соборе 8 января. Согласно воле писателя, гражданской панихиды и прощальных речей не было. Похоронен на Кузьмоловском кладбище.

## Семья
Супруга — Екатерина Павловна Григорьева (1922-2000). Сын Дмитрий Вадимович Шефнер (1946-2021)

### Адреса в Петрограде — Ленинграде — Санкт-Петербурге
- 6-я линия В. О., д. 17, кв. 31 (детство и юность).
- Малая Посадская улица, д. 8, кв. 20 (до 1960-х годов).
- ул. Ленина, д. 34/36, кв. 53 (с 1960-х годов)[6].

## Творчество
С определённой долей условности в его прозе можно выделить пласты детдомовских и военных рассказов, юмористической и философской фантастики. Многие критики отмечали, что невозможно провести границу между его фантастическим творчеством и творчеством, где фантастический компонент явно не выражен, а также называли его «фантастом в поэзии».
Писать стихи начал в детстве. В 1933 году опубликовал первое стихотворение в многотиражке завода «Пролетарий», и в том же году в журнале «Резец» — стихотворение «Баллада о кочегаре». С 1938 года занимался в поэтическом семинаре-студии «Молодёжное объединение» при СП СССР (руководитель — А. И. Гитович, к работе в семинаре также приглашались Ю. Н. Тынянов, А. А. Ахматова, Н. А. Заболоцкий, М. М. Зощенко и др.), где близко сошёлся с поэтами В. А. Лифшицем и А. Т. Чивилихиным. В 1940 году издал первую книгу стихов «Светлый берег».
Вторая книга стихов («Защита») вышла в 1943 году в блокадном Ленинграде. В 1943—1945 годах создаёт своё наиболее крупное поэтическое произведение — поэму «Встреча в пригороде», в которой отражены события героической обороны Ленинграда.
В послевоенные годы наряду с поэтическим творчеством также занимался стихотворным переводом — с китайского языка, с санскрита и пракритов, румынского и с языков союзных республик СССР (грузинского, белорусского, латышского и др.). Прозу публиковал в журналах («Литературный современник», «Звезда» и др.) с 1940 года. Первый сборник прозы («Облака над дорогой») издан в 1957 году. Наиболее значительным своим прозаическим произведением считал повесть «Сестра печали».
С 1960-х годов работал также в жанре фантастики, определяя свои фантастические произведения как «полувероятные истории» и «сказки для умных». Самыми популярными повестями стали «Девушка у обрыва» (1963), «Дворец на троих» (1968), «Круглая тайна» (1969), и особенно «Лачуга должника» (1981). В 1978 году Лев Куклин отметил: «Как никто другой в нашей поэзии (за исключением Леонида Мартынова, пожалуй), Шефнер часто оперирует категориями современной научно-технической мысли. Его поэзия легко включается в цепи электронных, генетических и иных ассоциаций. Лирика от этого приёма ничуть не страдает, наоборот — заметно расширяет свои возможности». Куклин выделил в этом смысле стихотворение «Орфей». Написанное Шефнером в год полёта Гагарина, оно было названо классикой. По мнению А. Лейзеровича в журнале «Семь искусств», строчку из этого стихотворения — «и от техники мудрой печаль не легчает ничуть» — можно было бы поставить эпиграфом чуть ли не ко всему творчеству Шефнера.
В 1973—1975 годах создал повесть «Имя для птицы, или Чаепитие на жёлтой веранде» (с подзаголовком «Летопись впечатлений»), в которой положил начало ещё одному пласту своего творчества — мемуарной прозе.
Шефнер связывает реализм с фантастикой, любит с мнимой серьёзностью говорить об очевидной бессмыслице или с юмором о серьёзных вещах; фантазия питается у него также сказочным элементом.
По характеристике Евгения Шварца,
Это писатель особенный, драгоценный, простой до святости. Именно подобные существа и создали то явление, что называем мы литературой.

## Премии и награды
- два ордена Отечественной войны 2-й степени (16.06.1945; 11.03.1985)
- орден Трудового Красного Знамени (30.01.1975)
- орден Дружбы народов (16.11.1984)
- орден Красной Звезды (03.07.1944)
- орден «Знак Почёта» (28.10.1967)
- медаль «За оборону Ленинграда»
- медаль «За победу над Германией в Великой Отечественной войне 1941—1945 гг.»
- другие медали
- Государственная премия РСФСР имени М. Горького (1985) — за книгу стихов «Годы и миги» (1983)
- Пушкинская премия (1997)
- премия «Странник» в номинации «Паладин Фантастики» (1999)
- премия «Аэлита» (2000)

## Память
- В Петербурге на намывной части Васильевского острова есть улица Вадима Шефнера[11].
- Модель памятника Вадиму Шефнеру[12]; автор: доктор наук РАЕ, писатель Дмитрий Мотовилов.

### Проза
- «Жаркое лето» (рассказ, 1940)
- «День чужой смерти» (рассказ, 1940)
- «Наследница» (рассказ, 1943)
- «Неведомый друг» (рассказ, 1944)
- «Богиня спокойствия» (рассказ, 1945)
- «Привал в Нежданном» (рассказ, 1945)
- «Черта города» (рассказ, 1946)
- «Холодная ковка» (рассказ, 1952)
- «Никто не умрёт» (рассказ, 1953)
- «Кто видит море» (рассказ, 1954)
- «Облака над дорогой» (повесть, 1954)
- «Чужедомье» (рассказ, 1957)
- «Дальняя точка» (рассказ, 1959)
- «Лесное чудо» (рассказ, 1959)
- «Ход времени» (рассказ, 1960)
- «Ночное знакомство» (рассказ, 1961)
- «Тихая просьба» (рассказ, 1961)
- «Ныне, вечно и никогда» («Сегодня, завтра и никогда», рассказ, 1961)
- «Людская единица» (рассказ, 1962)
- «Змеиный день» (рассказ, 1962)
- «Скромный гений» (1963)
- «Девушка у обрыва, или Записки Ковригина» (повесть, 1963)
- «Счастливый неудачник» (повесть, 1964)
- «Человек с пятью „не“, или Исповедь простодушного» (повесть, 1966)
- «Запоздалый стрелок, или Крылья провинциала» (повесть, 1967)
- «Сестра печали» (повесть, 1968)
- «Дворец на троих, или Признание холостяка» (повесть, 1968)
- «Круглая тайна» (полувероятная история, 1969)
- «Курфюрст Курляндии» (ненаучно-фантастический рассказ, 1970)
- «Миллион в поте лица, или Любовь на развалинах» (маленькая повесть, 1971)
- «Фиалка Молчаливая» (рассказ на вечную тему, 1972)
- «Когда я был русалкой» (рассказ, 1972)
- «Имя для птицы, или Чаепитие на жёлтой веранде: Летопись впечатлений» (1975)
- «Дядя с большой буквы, или Великая пауза» (рассказ, 1976)
- «Записки зубовладельца» (рассказ, 1978)
- «Лачуга должника: Роман случайностей, неосторожностей, нелепых крайностей и невозможностей» (1981)
- «Отметатель невзгод, или Сампо XX века» (рассказ, 1981)
- «Рай на взрывчатке» (повесть, 1983)
- «Кончина коллекционера: Сказка для умных» (1984)
- «Небесный подкидыш, или Исповедь трусоватого храбреца» (повесть, 1989)
- «Съедобные сны, или Ошибка доброго мудреца» (повесть, 1992)
- «Бархатный путь: Летопись впечатлений» (1993)
- «Последний суд» (рассказ)
- «Лёгкая палата» (рассказ)
- «Гость с балкона» (рассказ; не окончен)

### Публикации: Собрание сочинений, избранные произведения
- Избранные произведения в 2 томах. Л.: Худ. литература, 1975. — 50 000 экз.
- Избранные произведения в 2 томах. Л.: Худ. литература, 1982. — 25 000 экз.
- Собрание сочинений в 4 томах. Л.: Худ. литература, 1991—1995.

### Публикации: Книги стихов
- Светлый берег. — Л.:: Гослитиздат, 1940. — 104 с. — 5000 экз.
- Защита. — Л.:: Гослитиздат, 1943. — 36 с. — 10 000 экз.
- Пригород. — Л.; М.: Советский писатель, 1946. — 102 с. — 10 000 экз.
- Московское шоссе. — Л.: Советский писатель, 1951. — 144 с. — 10 000 экз.
- Взморье. — Л.: Советский писатель, 1955. — 132 с. — 10 000 экз.
- Стихи. — Л.: Советский писатель, 1956. — 204 с. — 10 000 экз.
- Нежданный день. — Л.: Советский писатель, 1958. — 148 с. — 5000 экз.
- Стихи. — М.; Л.: Художественная литература, 1960. — 304 с. — 7000 экз.
- Знаки земли. — Л.: Советский писатель, 1961. — 124 с. — 5000 экз.
- Рядом с небом. — Л.: Детгиз, 1962. — 192 с. — 100 000 экз.
- Стихотворения. — Л.: Лениздат, 1965. — 300 с. — 50 000 экз.
- Своды. — Л.: Советский писатель, 1967. — 80 с. — 40 000 экз.
- Стихи о Ленинграде. — Л.: Лениздат, 1967. — 48 с. — 10 000 экз.
- Стихотворения. — Л.: Художественная литература, 1968. — 264 с. — 25 000 экз.
- Избранная лирика. — Л.: Молодая гвардия, 1969. — 32 с. — 100 000 экз.
- Запас высоты. — Л.: Советский писатель, 1970. — 80 с.
- Стихотворения. — Л.: Лениздат, 1972. — 288 с. — 25 000 экз.
- Цветные стёкла. — Л.: Детская литература, 1974. — 160 с. — 50 000 экз.
- Переулок памяти. — Л.: Лениздат, 1976. — 272 с. — 25 000 экз.
- Сторона отправления. — М.: Современник, 1979. — 240 с. — 20 000 экз.
- Северный склон. — Л.: Советский писатель, 1980. — 128 с. — 50 000 экз.
- Вторая память. — Л.: Советский писатель, 1981. — 272 с. — 50 000 экз.
- Годы и миги. — М.: Современник, 1983. — 328 с. — 25 000 экз.
  - . — М.: Советская Россия, 1986. — 302 с. — 25 000 экз.
- Личная вечность. — Л.: Советский писатель, 1984. — 288 с. — 50 000 экз.
- В этом веке. — Л.: Лениздат, 1987. — 320 с. — 25 000 экз.
- Ночная ласточка. — Л.: Детская литература, 1991. — 206 с. — 50 000 экз. — ISBN 5-08-000012-0.
- Архитектура огня. — СПб.: Петербургский писатель, 1997. — 288 с. — ISBN 5-88986-003-8.
- Стихотворения. — СПб.: Академический проект, 2005. — 618 с. — 1000 экз. — ISBN 5-7331-0324-8.

### Публикации: Авторские сборники прозы
- Облака над дорогой. Л.: Сов. писатель, 1957. — 224 с. — 30 000 экз.
- Ныне, вечно и никогда. Л.: Лениздат, 1963. — 366 с. — 65 000 экз.
- Счастливый неудачник. М.; Л.: Сов. писатель, 1965. — 464 с. — 30 000 экз.
- Запоздалый стрелок. Л.: Сов.писатель, 1968. — 540 с. — 100 000 экз.
- Облака над дорогой. Л.: Дет. лит, 1969. — 224 с. — 75 000 экз.
- Сестра печали. Л.: Лениздат, 1970. — 352 с. — 100 000 экз.
- Девушка у обрыва. М.: Знание, 1971. — 224 с. — 100 000 экз. (2-е изд. — 1991)
- Сестра печали. М.: Сов. Россия, 1973. — 320 с. — 75 000 экз.
- Скромный гений. М.: Молодая гвардия, 1973. — 272 с. — 100 000 экз.
- Имя для птицы. Л.: Сов. писатель, 1976. — 432 с. — 30 000 экз.
- Имя для птицы. Л.: Сов. писатель, 1977. — 542 с. — 100 000 экз.
- Круглая тайна. Л.: Дет. лит, 1977. — 288 с. — 100 000 экз.
- Сестра печали, Счастливый неудачник, Человек с пятью «не» («Повести ленинградских писателей», Л.: Лениздат, 1980) — 528 с., 50 000 экз.
- Имя для птицы. Л.: Сов. писатель, 1983. — 512 с. — 200 000 экз.
- Лачуга должника. Л.: Лениздат, 1983. — 576 с. — 100 000 экз.
- Сказки для умных. Л.: Лениздат, 1985. — 542 с. — 100 000 экз.
- Сказки для умных. Л.: Худ. лит, 1987. — 542 с. — 50 000 экз.
- Запоздалый стрелок. Л.: Сов. писатель, 1987. — 672 с. — 100 000 экз.
- Сказки для умных. Л.: Лениздат, 1990. — 620 с. — 100 000 экз.
- Девушка у обрыва. М.: Знание, 1991.
- Лачуга должника. М.: Терра, 1994. — 394 с. — 50 000 экз.
- Сказки для умных. СПб.: Худ. лит, 1995. — 588 с. — 5 000 экз.
- Лачуга должника. СПб.: Худ. лит, 1995. — 606 с. — 5 000 экз.
- Сестра печали. СПб.: Библиополис, 1995. — 476 с. — 5 000 экз.
- Скромный гений. М.: Рипол-Классик, 1997. — 448 с. — 20 000 экз.
- Дядя с большой буквы. М.: Рипол-Классик, 1998. — 444 с. — 2 000 экз.
- Бархатный путь. СПб.: Блиц, 1999. — 174 с. — 3 000 экз
- Девушка у обрыва (М.: АСТ, 2002)
- Рай на взрывчатке (С-Пб.: Азбука-классика, 2004)
- Лачуга должника (С-Пб.: Terra Fantastica, 2004)
- Листопад воспоминаний (С-Пб.: Logos, 2007)

## Театр, кино, музыка

### Экранизации
- 1993 — «Счастливый неудачник», режиссёр Валерий Быченков.
- 2018 — «Лачуга должника», сериал режиссёра Александра Котта («Россия-1»). В роли Шефнера Юрий Лазарев.
- 2018 — «У ангела ангина», по повести «Сестра печали», режиссёр Оксана Карас

### Спектакли
- В репертуаре Московского Открытого Студенческого Театра «МОСТ» есть спектакль «Счастливый неудачник» (постановка Евгения Славутина). Спектакль получил ряд наград на различных фестивалях[13].
- Евгений Петросян в монологе «Помереть некогда» (автор А. Цапик) читает стихотворение Вадима Шефнера «Хорошо и привольно на свете».

### Музыка
- Ленинградская рок-группа Форвард написала песню "Заведи Врага"(магнитоальбом "Герои и танцы" 1987 года) на стихотворение Вадима Шефнера "Личный враг".